# Énoe (Icaria)

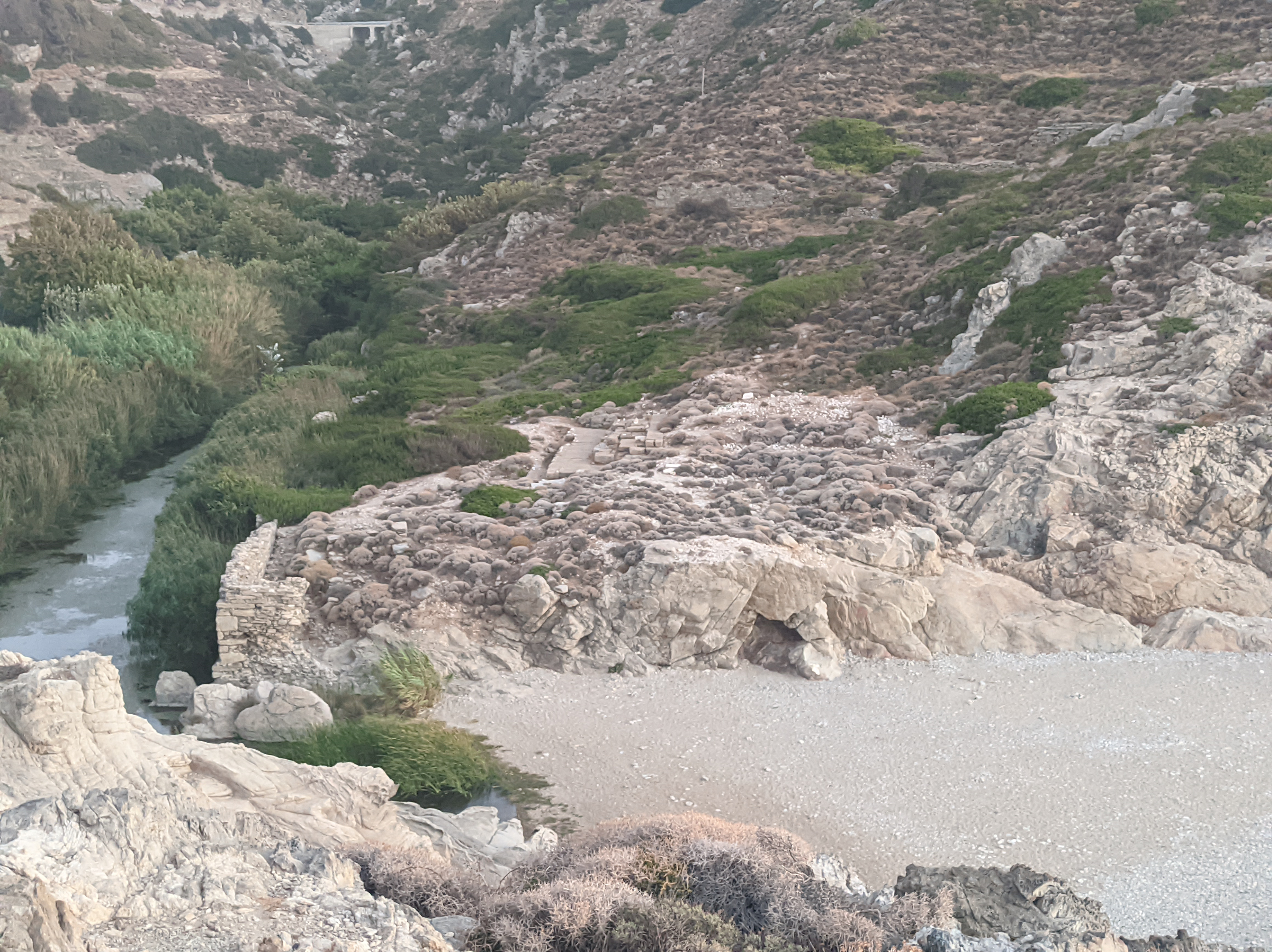
Templo de Artemisa, Nas, Ikaria

Énoe o Ene (en griego, Οἴνη, Οἰνόη) es el nombre de una antigua ciudad griega de la isla de Icaria. 
Formó parte de la Liga de Delos puesto que aparece en los registros de tributos a Atenas entre los años 454/3 y 429/8 a. C. Se conservan monedas de la ciudad que han sido fechadas en torno al año 300 a. C. donde aparece inscrita la leyenda «ΟΙΝΑΙΩΝ».
Estrabón la menciona como uno de los pueblos de la isla de Icaria, junto con Drácano.
Se localiza en un sitio arqueológico ubicado en el pueblo de Kampos, donde se han hallado restos que muestran que el lugar estuvo habitado entre la época micénica y la época bizantina temprana.